# الحكومة الهندية المؤقتة
كانت حكومة الهند المؤقتة حكومةً مؤقتة في المنفى تأسست بكابل في أفغانستان في 1 ديسمبر 1915 من قبل القوميين الهنود، خلال الحرب العالمية الأولى بدعم من قوى المركز. كان الغرض منها تسجيل الدعم من الأمير الأفغاني وكذلك روسيا القيصرية (ولاحقًا البلشفية) والصين واليابان للحركة الهندية. تأسست الحكومة في ختام بعثة كابل وقد تألفت من أعضاء لجنة برلين، ومندوبين ألمان وأتراك، وقد تألفت الحكومة المؤقتة من ماهيندرا براتاب رئيسًا، ومولانا بركات الله رئيسًا للوزراء، والالديوبندي مولوي عبيد الله السندي وزيرًا للداخلية، والديوبندي مولوي بشير وزيرًا للحرب وتشامباكرامان بيلاي وزيرًا للخارجية. وجدت الحكومة المؤقتة دعمًا كبيرًا من الإدارة الداخلية للحكومة الأفغانية، مع أن الأمير رفض إعلان الدعم المفتوح، وفي النهاية، تحت الضغط البريطاني، أُجبرت على الانسحاب من أفغانستان في عام 1919.

## الحكومة المؤقتة لاستقلال الهند
| الرقم                       | الاسم (الميلاد / الوفاة)    | صورة                        | الانتخاب                    | تولي المنصب                 | ترك المنصب                  | نائب الرئيس                 | الحزب                       | الحزب                       |
| الحكومة المؤقتة للهند الحرة | الحكومة المؤقتة للهند الحرة | الحكومة المؤقتة للهند الحرة | الحكومة المؤقتة للهند الحرة | الحكومة المؤقتة للهند الحرة | الحكومة المؤقتة للهند الحرة | الحكومة المؤقتة للهند الحرة | الحكومة المؤقتة للهند الحرة | الحكومة المؤقتة للهند الحرة |
| --------------------------- | --------------------------- | --------------------------- | --------------------------- | --------------------------- | --------------------------- | --------------------------- | --------------------------- | --------------------------- |
| 1                           | ماهيندرا براتاب             |                             | -                           | 1915                        | 1919                        | عبد الحفيظ محمد بركات الله  |                             |                             |
| 2                           | عبد الحفيظ محمد بركات الله  |                             | -                           | 1919                        | 1919                        | ماهيندرا براتاب             |                             |                             |

## الخلفية
خلال الحرب العالمية الأولى، حاول القوميون الهنود في ألمانيا والولايات المتحدة، بالإضافة إلى الثوريين الهنود السريين والإسلامويين من الهند، تعزيز القضية الهندية بتمويل ومساعدات ألمانية. أرسلت اللجنة البرلينية الهندية (التي أصبحت لجنة الاستقلال الهندية بعد عام 1915) بعثة هندية ألمانية تركية إلى الحدود الهندية الإيرانية لتشجيع القبائل على ضرب المصالح البريطانية. كانت لجنة برلين أيضًا في هذا الوقت على اتصال بالأخوين خيري (عبد الجبار خيري وعبد الستار خيري)، اللذين استقرا في بداية الحرب في القسطنطينية وفي وقت لاحق في عام 1917 اقترحا على القيصر الألماني خطةً لقيادة القبائل في كشمير والمقاطعة الحدودية الشمالية الغربية ضد المصالح البريطانية. انتقلت مجموعة أخرى بقيادة الديوبندي مولانا عبيد الله سندي ومحمود حسن (مبدأ دار العلوم ديوبند) إلى كابل في أكتوبر 1915 وخططت لبدء تمرد إسلامي في الحزام القبلي للهند. لهذا الغرض، كان عبيد الله يقترح أن يعلن أمير أفغانستان حبيب الله خان الحرب على بريطانيا بينما يطلب محمود حسن المساعدة الألمانية والتركية. انتقل حسن إلى الحجاز. في غضون ذلك، استطاع عبيد الله إقامة علاقات صداقة مع الأمير. في كابل، قرر عبيد الله، مع بعض الطلاب الذين سبقوه لإفساح الطريق إلى الدولة العثمانية للانضمام إلى «جهاد» الخليفة ضد بريطانيا، أن أفضل ما يخدم القضية الإسلامية هو التركيز على حركة الحرية الهندية.

## البعثة إلى كابل
استقبلت البعثة الهندية الألمانية التركية إلى كابل جماعة عبيد الله في ديسمبر 1915. لقد ضمت المجموعة بقيادة أوسكار فون نيدرماير ورئاسة رجا ماهيندرا براتاب، أعضاءها فيرنر أوتو فون هينتيج، الممثل الدبلوماسي الألماني في كابل، بالإضافة إلى بركات الله، وتشامباك رامان بيلاي وقوميين بارزين آخرين من مجموعة برلين. جلبت البعثة أيضًا، إلى جانب جلبها أعضاء الحركة الهندية مباشرة إلى حدود الهند، رسائل من القيصر وأنور باشا والخديوي المصري المنفي عباس حلمي الثاني تعبر عن دعمها لبعثة براتاب ودعوة الأمير للتحرك ضد الهند. كان الهدف المباشر للبعثة هو حشد الأمير ضد الهند البريطانية والحصول من الحكومة الأفغانية على حق المرور الحر.
ومع أن الأمير رفض التنفيذ أو كان ضد المقترحات في ذلك الوقت، إلا أن المقترحات نفسها وجدت دعم الأمير فورًا وكذلك فريقه الاستشاري السياسي والديني، بما في ذلك شقيقه نصر الله خان، وأبنائه عناية الله خان وأمان الله خان والقادة الدينيين وزعماء القبائل. كما وجدت الدعم في أفغانستان ثم الدعم الأكثر تأثيرًا في صحيفة سراج الأخبار التي جعلت محررها محمود طرزي يعين مولوي بركات الله رئيسًا لتحريرها في أوائل عام 1916. نشر طرزي عددًا من المقالات الساخنة لرجا ماهيندرا براتاب، وكذلك نشر على نحو متزايد موادًا دعائية مناهضة للبريطانيين وموالية للقوى المركزية. وبحلول مايو 1916 صارت أعداد الصحيفة خطيرةً بما فيه الكفاية بالنسبة للراج حيث صودرت. تسببت زيادة الجهود في إنشاء الحكومة المؤقتة من الهند في كابل عام 1916.

## تشكيل الحكومة المؤقتة
ومع أن الآمال في الحصول على دعم الأمير كانت شبه معدومة، فقد تم تشكيل الحكومة المؤقتة في الهند في أوائل عام 1916 للتأكيد على جدية النية والغرض. كان أعضاء الحكومة كل من: رجا ماهيندرا براتاب رئيسًا، وبركات الله رئيسًا للوزراء، وعبيد الله السندي وزيرًا للهند، ومولوي بشير وزيرًا للحرب، وتشامباكاران بيلاي وزيرًا للخارجية. حاولت الحكومة الحصول على دعم روسيا القيصرية وجمهورية الصين واليابان. كما حصلت على دعم غالب باشا، معلنةً الجهاد ضد بريطانيا.
بعد ثورة فبراير في روسيا عام 1917، صار من المعروف أن حكومة براتاب قد توافقت مع الحكومة السوفيتية الوليدة. في عام 1918، التقى ماهيندرا براتاب ليون تروتسكي في بتروغراد قبل لقاء القيصر في برلين، وحثهما على التعبئة ضد الهند البريطانية. وتحت ضغط من البريطانيين، تم سحب التعاون الأفغاني وأغلقت البعثة. لكن البعثة وعروض ومنسقي البعثة الألمانية في ذلك الوقت كان لها تأثير عميق على الوضع السياسي والاجتماعي في البلاد، فقد بدأت عملية تغيير سياسي انتهت باغتيال حبيب الله عام 1919 وانتقال السلطة إلى نصر الله ثم أمان الله، مما أدى إلى اندلاع الحرب الإنجليزية الأفغانية الثالثة التي أدت إلى استقلال أفغانستان.
«لقد حاولت إقامة علاقات مع قوى أجنبية». (كير ص 305). في كابل، نشرت صحيفة سراج الأخبار في عددها الصادر في 4 مايو 1916 نسخة رجا ماهيندرا براتاب للبعثة وأهدافها حيث ذكر: «... لقد منحني جلالة القيصر نفسه جمهورًا. بعد ذلك، بعد أن أصلحت مشكلة الهند وآسيا مع الحكومة القيصرية الألمانية، وحصلت على أوراق الاعتماد اللازمة، بدأت في الشرق. لقد أجريت مقابلات مع خديوي مصر ومع أمراء ووزراء تركيا، وكذلك مع أنور باشا الشهير وصاحب الجلالة الإمبراطورية الخليفة المقدس السلطان المعظم. لقد حسمت مشكلة الهند والشرق مع الحكومة العثمانية الإمبراطورية، وحصلت أيضًا على أوراق الاعتماد اللازمة منهم. ذهب معي ضباط ألمان وأتراك والمولوي بركات الله صاحب لمساعدتي. لا يزالون معي». وتحت ضغط البريطانيين، سحبت الحكومة الأفغانية مساعدتها. تم إغلاق البعثة.

## التأثير
لقد اقترح عدد من المؤرخين أن التهديد الذي تشكله المؤامرة الهندية الألمانية نفسها كان السبب الرئيسي الذي حفز التقدم السياسي في الهند. على وجه الخصوص، تم الحكم على وجود مشروع براتاب في أفغانستان، بجانب الهند، والتهديدات المتصورة لروسيا البلشفية إلى جانب مبادرات حكومة براتاب المؤقتة التي تسعى للحصول على مساعدة البلاشفة، على أنها تهديدات كبيرة للاستقرار في الهند البريطانية.
بينما بدأت الجولات الأولى من إصلاحات مونتاجو تشيلمسفورد عام 1917 من الإصلاح السياسي في شبه القارة الهندية، فقد تم إنشاء «لجنة الفتنة» المسماة لجنة رولات (برئاسة سيدني رولات، القاضي الإنجليزي) في عام 1918 والتي قيمت الروابط بين ألمانيا، ولجنة برلين، ومشروع براتاب (الذي يسمى العملاء الألمان في أفغانستان) والحركة المتشددة في الهند، وخاصة في البنجاب والبنغال. لم تجد اللجنة أي دليل على تورط البلاشفة، لكنها خلصت إلى أن الصلة الألمانية كانت مؤكدة. بناءً على توصيات اللجنة، تم تطبيق قانون رولات، وهو امتداد لقانون الدفاع عن الهند عام 1915، ردًا على التهديد في البنجاب والبنغال.
في أفغانستان نفسها، كانت البعثة حافزًا لعملية سياسية جذرية وتقدمية سريعة وحركة إصلاحية بلغت ذروتها في اغتيال الأمير حبيب الله خان في عام 1919 وخلافته على يد أمان الله خان التي عجلت لاحقًا بالحرب الإنجليزية الأفغانية الثالثة.